# Baó Pequeño
Baó Pequeño es una localidad ubicada en la isla de Bioko (Guinea Ecuatorial) perteneciente al municipio de Riaba.
- Datos: Q109310953